# Tieflimauer
Tieflimauer är ett berg i Österrike.  Det ligger i förbundslandet Steiermark, i den östra delen av landet, 140 km sydväst om huvudstaden Wien. Tieflimauer ligger 1 820 meter över havet. Närmaste större samhälle är Landl, 5,3 km öster om Tieflimauer. 